# Українська Академічна Громада
Українська Академічна Громада в Чехо-Словаччині — найстаріша і найбільша українська студентська організація в ЧСР, заснована в листопаді 1919 (до травня 1920 під назвою «Український Академічний Кружок» у Празі). До 1923 року УАГ охоплювала всіх українських студентів (1922 — 1 258 членів), що студіювали в чеських й українських високих школах ЧСР. Згодом постали земляцькі (Громада українських студентів з Великої України, Союз Студентів-Емігрантів з південно-західних земель України, Український союз студентів північно-західних земель України (голова Антін Павлюк)) та ідеологічні товариства, які відокремилися від УАГ. УАГ надалі була основною соборницькою студентською формацією, яка охоплювала в 1923 — 320 членів; пізніше кількість членів зменшилася; 1926 — 170, 1929 — 40, 1933 — 95 (наплив студентів із Західно-Укр. Земель), 1937 — 40. Під час другої світової війни число чл. збільшилося: 1941 — 100, 1943 — 164. УАГ мала філії поза Прагою (в Йозефові, Брні, Мєльніку і Пржібрамі), різні фахові секції (техніків «Основа», правників, медиків тощо), гуртки, товариства, які провадили жваву культурну діяльність.

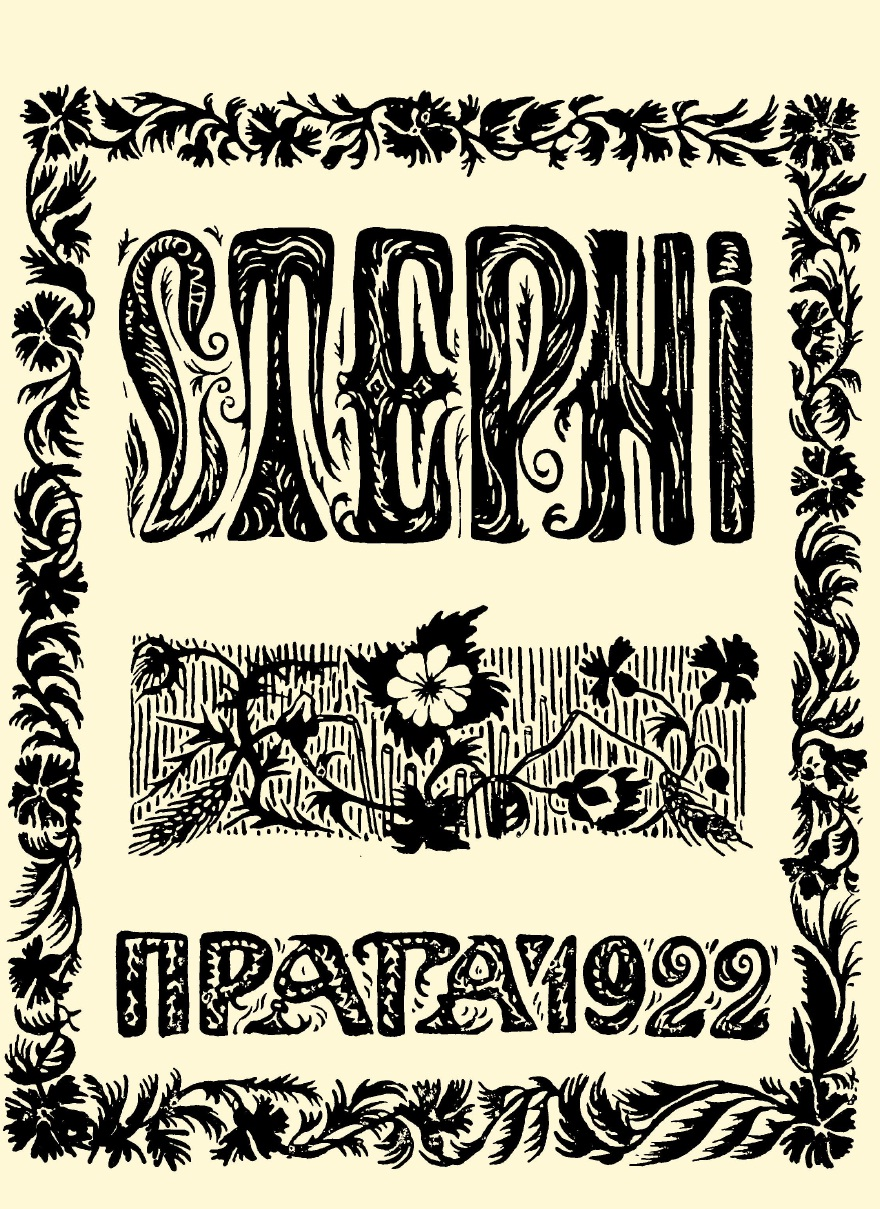
[http://diasporiana.org.ua/periodika/692-sterni-1922-ch-1/ Літературний альманах "Стерні", 1922 (редактор Антін Павлюк)

З другої половини 1920-х pp. в УАГ переважали націоналістичні тенденції, промотором яких була Група Української Національної Молоді. УАГ творила базу для діяльності ЦЕСУС-у, всі президенти останнього були члени УАГ. Серед діячів УАГ були: І. Харак, М. Стахів, Осип Бойдуник, Роман Сушко, Василь Орелецький, О. Бойків, М. Масюкевич, М. Мухін, Олег Кандиба, Михайло Сорока, М. Риндик, М. Антонович, В. Кунда. 1941 року УАГ була перетворена на філію НОУС, яка проіснувала до весни 1945. УАГ видавала журнал «Український Студент» (1922 — 24), літературний альманах «Стерні» (1922) [Архівовано 11 вересня 2018 у Wayback Machine.] (редактор Антін Павлюк) та ін.